# Armstrong-Riff
Das Armstrong-Riff (englisch Armstrong Reef, in Argentinien Islotes Armstrong, in Chile Arrecife  Espinoza) ist eine Gruppe kleiner Inseln und Rifffelsen vor der Westküste der Antarktischen Halbinsel. Sie erstrecken sich ausgehend vom südwestlichen Ende der Renaud-Insel im Archipel der Biscoe-Inseln über eine Länge von 8 km.
Erstmals verzeichnet ist das Riff auf einer argentinischen Landkarte aus dem Jahr 1957. Das UK Antarctic Place-Names Committee benannte es nach dem britischen Geographen Terence Edward Armstrong (1920–1996), einem anerkannten Experten zum Meereis. Chilenische Wissenschaftler benannten es dagegen nach Mario Espinoza Gazitúa, Kapitän des Schiffs Maipo bei der 4. Chilenischen Antarktisexpedition (1949–1950).